# Dzsungel-papagájcsőrű cinege
A dzsungel-papagájcsőrű cinege (Paradoxornis flavirostris) a verébalakúak (Passeriformes) rendjébe, ezen belül az óvilági poszátafélék (Sylviidae) családjába tartozó, 19-21 centiméter hosszú madárfaj.
India Arunácsal Prades és Asszám tartományaiban él a Brahmaputra árterületén, elszórtan jelezték Nepálban és Bangladesben is. Sebezhető, mivel elterjedési területe szűk. Rovarokkal és magokkal táplálkozik. Márciustól júliusig költ.

## Fordítás
- Ez a szócikk részben vagy egészben  a   Black-breasted parrotbill című angol Wikipédia-szócikk fordításán alapul.  Az eredeti cikk szerkesztőit annak laptörténete sorolja fel. Ez a jelzés csupán a megfogalmazás eredetét és a szerzői jogokat jelzi, nem szolgál a cikkben szereplő információk forrásmegjelöléseként.